# Rafael Ferrer i Fitó
Rafael Ferrer i Fitó, né le 22 mai 1911 à Sant Celoni (Catalogne) et mort le 26 mars 1988 à Barcelone, est un compositeur, violoniste et chef d'orchestre catalan.

## Biographie
Il a reçu les premières leçons de musique de son père, Josep Ferrer i Torres (1878-1952), joueur de fiscorn, violoniste et compositeur de sardanes, ancien élève de l'Escola de Música de Peralada, faisant partie de la cobla La Principal de Peralada avec Josep Serra i Bonal (ca), et fondateur de la cobla La Lira de Sant Celoni.
À La Lira, Rafael a été tromboniste durant un an; son directeur, le maître Figueres, lui a donné des leçons de violon. À 12 ans il a prolongé ses études de violon avec le professeur Castillo et, après, avec le maître Eduard Toldrà. Il s'est inscrit à l'Escola Municipal de Música de Barcelona et il a reçu des leçons de solfège de Lluís Millet, de direction d'orchestre d'Eduard Toldrà et d'harmonie, de contrepoint et de fugue d'Enric Morera.
Il s'est établi définitivement à Barcelone en 1930. Il a fait partie de l'Orquestra Pau Casals (en) (1931-1939), du Quartet Català, de l'Agrupació de Cambra et de Ràdio Associació de Catalunya (ca). Sa carrière de compositeur de musique de film a commencé en 1940, quand il a travaillé pour les nouveaux Dessins Animés Chamartín. Il a intégré l'Orquestra Ciutat de Barcelona, où il a remplacé Ricard Lamote de Grignon comme sous-directeur et l'Orchestre Municipal de Barcelone (1961) comme directeur intérimaire quand Toldrà a abandonné. Il a également été professeur de violon au Conservatoire municipal de musique de Barcelone, où il a enseigné de 1969 à 1981. Dès sa fondation, il a dirigé l'orchestre de Radio Nacional de España à Barcelone et, occasionnellement, beaucoup d'autres formations (Orquestra Simfònica de Barcelona, Nacional de Madrid, Municipal de Valence, Sinfónica de Bilbao, l'Orchestre de la Société des concerts du Conservatoire de Paris ...).
Il a dirigé un Orquesta Sinfónica Española pour un enregistrement de zarzuelas fait à Barcelone par la maison Odeón dans les années cinquante. Il est intervenu dans beaucoup d'autres enregistrements comme chef d'orchestre et/ou comme arrangeur de morceaux. Parfois, il signait F. Delta ou, d'autres fois, F.Dasca.
Il a écrit vingt-neuf sardanes, dont les plus connues sont peut-être Portal de l'Àngel et Verd de pi, blau de mar. Il est également l'auteur de vingt pièces de musique pour une cobla.

## Œuvres
- Concerto en si mineur, pour violon et orchestre (1950), prix extraordinaire du Conservatoire Supérieur de Musique de Barcelone
- Foixianes: Ah, si amb levites de verda llustrina (1975), pour voix et piano, texte de J.V. Foix
- Foixianes: Seguir, de nit, la mar (1975), pour voix et piano, texte de J.V.Foix
- Impresiones de Andalucía: medianoche en el Sacromonte (1953), pour orchestre
- Parenostre de la fe, pour chœur
- Retablo popular español: La tarde, la noche y el amanecer (1962), poème symphonique pour chœur et orchestre, texte de José María Tavera
- Romance de la fragua (1952), ballet
- Suite Mediterrània número 1, pour orchestre symphonique

Harmonisation pour chœur de chansons populaires catalanes: Aquestes muntanyes, Josep fa gran festa, Muntanyes regalades, El Noi de la Mare, La pastoreta, En Pere Gallerí, El ram de la Passió. Il a également harmonisé des chansons populaires en castillan (Me casó mi madre, La viudita, Mambrú se fué a la guerra et beaucoup d'autres).

### Musiques de films
- El aprendiz de clown (1967), dirigé par Manuel Esteba, interprété par Charlie Rivel. Ha estat doblada amb el títol L'aprenent de clown.
- Las aventuras de Pulgarcito (1942), court métrage d'animation dirigé par Salvador Mestres i Palmeta.
- Cumbres luminosas (Montserrat) (1957), dirigé par Juan José Fogués.
- Hola, señor Dios (1968), dirigé par Manuel Esteba.
- La isla mágica (1942), court métrage d'animation dirigé par Salvador Mestres.
- Los monstruos del terror (1970), dirigé par Hugo Fregonese et Eberhard Meichsner. Ferrer a signé sous le nom de Rafael Fitó
- Rostro al mar (1950), dirigé par Carlos Serrano de Osma.
- Unas páginas en negro (1949), dirigé par Joan Fortuny i Mariné.

#### Musique pour des films d'animation des studiosDibujos Animados Chamartín
- Érase una vez... (La Cenicienta) (1950), long-métrage dirigé par José Escobar Saliente

Courts-métrages dirigés par Francesc Tur et Jaume Baguñà i Gili: Don Cleque va de pesca (1941), Don Cleque detective, Don Cleque marinero (1942), Don Cleque de los monos, Don Cleque, flautista (1943), Don Cleque en el Oeste (1944), Don Cleque y los indios (1945)
Courts-métrages dirigés par José Escobar: Civilón boxeador, Civilón en Sierra Morena, Civilón y la sirena, La sartén de Civilón (1942), El cascabel de Zapirón (1943), Los reyes magos de Pituco, Civilón y el pirata Aguarrás (1944), Tambores de Fu-Aguarrás (1945)
Courts-métrages dirigés par Diban (Enric Ferran): Garabatos Ramper (1942), Garabatos Belmonte, Garabatos Mickey Rooney, Garabatos Oliver, Garabatos Turubut (1943), Garabatos Alady, Garabatos Claudette Colbert, Garabatos Freyre de Andrade, Garabatos Greta Garbo, Garabatos Imperio Argentina, Garabatos José Nieto, Garabatos Valeriano León (1944), Garabatos Lepe, Garabatos Manolete (1945)

### Musiques pour une cobla
- Adéu Quim (1957), pour la mort de Joaquim Serra, porte aussi le sous-titre In memoriam - Quim Serra, adéu!
- Camí enllà... (1982), suite en trois temps
- De la terra, del mar: un cant a Barcelona (1980), pour deux chœurs et cobla, sur un texte de Miquel Costa i Llobera
- Imatges (1985), suite en trois mouvements (El pla de la Calma, Dansa incerta, Aplec a l'ermita de Sant Ponç)
- Mediterrània - 3 (1976), poème, prix Pau Casals
- El Penedès (1961), ballet avec des musiques de danses du Penedès (castellers, Ball de bastons et moixiganga), pour une cobla, timbales et percussion
- Retaule Berguedà (1960, rev. 1983), ballet avec des musiques de la Patum, pour une cobla, timbales et percussion
- Tardorada (1979), poème dédié à Conrad Saló

#### Sardanes
- A un home bo (1984)
- Balada mediterrània (1975)
- Les campanes ens fan companyia (1963), texte de Josep Maria Espinàs, pour un chœur et cobla
- Catalunya sempre (1976), dédiée à sa filleule Judith Ferrer
- Com una espiga (1948, rev. 1961 et 1983), dédiée à son fils Rafael
- Déu vos guard, andorrans (1961)
- Endavant, sempre (1987), pour le centenaire de la Principal de la Bisbal
- Entre el Puig i la Tordera (1979), dédiée à sa ville natale
- La filla d'en Joanó (1978, rev. 1983)
- Granet de blat (1974) dédiée à sa petite-fille Marina
- En Joanó (1947), dédiée à son fils aîné, Joan Sebastià
- Laiona (1978, rev. 1983) dédiée à sa petite-fille Eulàlia
- Mestre Pere (1987)
- Miana (1969), dédiée à sa fille Mariàngela
- La noia dels ulls blaus (1947)
- La nou tendra (1947), dédiée à son épouse Teresa Coch
- Octubre (1963)
- En Pau, el noi (1979, rev. 1983)
- Portal de l'Àngel (1961)
- Rafael Quart (1981) dédiée à son petit-fils Rafae
- Res no és mesquí (1986), pour un chœur mixte et tambourin, texte de Joan Salvat-Papasseit
- El retorn (1984)
- Rosa d'Abril (1978)
- La sardana dels infants del món (1976), pour une voix blanche et piano, texte de Joan Alavedra i Segurañas (ca)
- Tendresa (1970), sardane courte, illustration de l'œuvre de Joaquim Ruyra (es) La vetlla dels morts
- Turó de l'Home (1985)
- Una plana riallera (1985)
- Vallderoure (1980)
- Verd de pi, blau de mar (1975), pour le centenaire de Juli Garreta (en)

## Écrits
- Rafael Ferrer La música en la antigüedad publicat en la Enciclopedia Labor. Vol. 7: La literatura. La música Barcelone: Labor, 1957
- Rafael Ferrer Teoría general de la música publicat en la Enciclopedia Labor. Vol. 7: La literatura. La música Barcelone: Labor, 1957